# Der dünne Mann (Film)
Der dünne Mann (Originaltitel: The Thin Man) ist eine US-amerikanische Kriminalkomödie aus dem Jahr 1934 nach dem gleichnamigen Roman von Dashiell Hammett. Der Film war so erfolgreich, dass bis 1947 fünf Fortsetzungen folgten. In Österreich kam der Film im Jahr 1935 unter dem Titel Der lange Schatten in den Verleih. In der BRD wurde The Thin Man – Der Unauffindbare im Januar 1969 im Kino gezeigt. Am 16. Juni desselben Jahres hatte Mordsache „Dünner Mann“ im ZDF seine TV-Premiere.

## Handlung
Nick Charles hat das sprichwörtliche große Los gezogen: Der erfolgreiche Detektiv ehelicht die elegante Millionenerbin Nora, um seine Zeit fortan primär dem Trinken, den ironischen Wortgefechten mit seiner Frau und dem gemeinsamen Hund Mr. Asta zu widmen. Seit vier Jahren hat er im entfernten San Francisco keinen einzigen Fall mehr gelöst, doch bei einem Besuch in New York wird Noras Neugier durch einen mysteriösen Fall geweckt.
Der Wissenschaftler Clyde Wynant wollte sich auf eine Reise begeben, hat jedoch niemandem das Ziel verraten. Auch sein Anwalt Herbert MacCauley fragte ihn vergeblich nach dem Reiseziel. Zu Weihnachten wollte er wieder in der Stadt sein, um der Hochzeit seiner Tochter Dorothy beizuwohnen. Kurz vor seiner Abreise kommt es zum Streit mit seiner Sekretärin und Geliebten Julia Wolf, die Wertpapiere, die er seiner Tochter zur Hochzeit schenken wollte, aus Clydes Safe entwendet und „für ihn“ verkauft hatte. Von den erhofften 50.000 Dollar konnte sie ihm jedoch nur die Hälfte geben, da sie angeblich für die Papiere nicht mehr erhalten habe. Nur mit Julia bleibt Clyde während seiner Reise in Kontakt und fordert über sie benötigtes Geld an.
Kurze Zeit später will Wynants geschiedenen Frau Mimi, die inzwischen mit dem undurchsichtigen Chris Jorgenson verheiratet ist, Julia aufsuchen. Doch sie findet Julia ermordet vor. In ihrer Hand hält sie eine Kette von Clyde, die Mimi an sich nimmt. Sie will ihren Ex-Mann schützen. Während Nick vorgibt, an dem Fall kein Interesse zu haben, drängt ihn nicht nur Nora zur Übernahme des Falls, sondern bald auch Clydes Familie und die Polizei. Als auch noch der Polizeispitzel Nunheim ermordet wird, gibt Nick dem Drängen nach. Er glaubt nicht, dass Clyde die Morde begangen hat, und begibt sich in die geschlossene Fabrik des Wissenschaftlers. Hier macht ihn sein Hund Asta auf den frisch gegossenen Betonfußboden aufmerksam. Kurze Zeit später findet die Polizei dort eine weitere Leiche. Während Kleidungsreste auf einen früheren Feind von Clyde hindeuten, ist sich Nick aufgrund eines Splitters im Bein sicher, dass er Clydes Leiche gefunden hat.
Er lädt alle Verdächtigen zu einem großen Abendessen ein. Es erscheinen: der Gangster Morelli, Dorothy mit ihrem Verlobtem Tommy, Clydes Sohn Gilbert, Mimi, der Polizeiinspektor, Nunheims Freundin, Mimis neuer Mann Chris mit seiner ihr unbekannten Ehefrau und weitere Herren, darunter auch MacCaulay. Als Nick erzählt, am Vortag Clyde gesehen zu haben (wobei er verschweigt, dass es nur seine Leiche war), gibt Mimi an, ihren Ex-Mann ebenfalls getroffen zu haben. Diese Falschaussage bringt Nick zu einer gewagten Herleitung der Umstände.
Am Ende zeigt sich, dass MacCaulay Clydes Mörder ist. Er hat ihn zusammen mit Julia um Geld betrogen, worauf Clyde mit der Suche nach Julias Komplizen begonnen hatte. MacCaulay, der fürchtete, ins Gefängnis zu kommen, erschoss Clyde. Anschließend kassierte er über die unwissende Julia mit gefälschten Briefen, die angeblich von Clyde stammten, mehr Geld ein. Als Mimi ihren Besuch bei Julia ankündigt, um mit ihr über Clyde zu reden, erschießt MacCaulay Julia aus Angst vor Verrat. Nunheim wiederum, der sich zum Zeitpunkt vor dem Hoteleingang befindet, sieht MacCaulay fortgehen und erpresst ihn fortan mit seinem Wissen. Bei der zweiten Geldübergabe erschießt MacCaulay auch ihn. Er will die Spur endgültig auf Clyde lenken und wendet sich schließlich an Mimi, die mit einer Falschaussage, für die sie Geld erhält, bezeugen soll, Clyde gesehen zu haben. Als Nick dann von seinem „Treffen“ mit Clyde erzählt, hält sich Mimi an MacCaulays Instruktionen und überführt ihn damit. Und als MacCaulay am Tisch mit einer Waffe feuern will, wird er von Nick niedergeschlagen.
Wenig später fahren Nick und Nora vom hektischen New York zurück nach San Francisco, gemeinsam mit den Frischvermählten Dorothy und Tommy.

## Bedeutung
Die konventionell strukturierte, wenn auch zum Teil recht elegant konstruierte Handlung sollte nicht darüber hinwegtäuschen, dass dieser Film nicht nur für sein Genre, sondern auch für das Kino der 30er insgesamt von enormer Relevanz war. Die Bedeutung ergibt sich zu einem großen Teil aus der Rolle Myrna Loys, die den damaligen Zuschauer mit einem ganz neuen und unkonventionellen Frauentyp konfrontierte, der den Idealen der Zeit auf charmante Art zuwiderlief. Nora ist ihrem Mann intellektuell ebenbürtig und zeigt dies auf eine sarkastisch-unterkühlte Art, mit der sie über das exzentrische Verhalten ihres Mannes schlicht hinwegsieht. Symptomatisch für die Ausnahmestellung dieses Charakters sind Aspekte wie der beträchtliche Alkoholkonsum der jungen Frau, ihre scharfsinnigen Deduktionen sowie die Eleganz, die ihr Verhalten auszeichnet. Dies spiegelt sich auch im Verhältnis zu Nick wider: Die Beziehung ist stets ironisch und als absolut ebenbürtig zu charakterisieren, was den emotional-patriarchalischen Klischees des frühen Kinos klar zuwiderläuft. Insgesamt ist das Verhältnis der Eheleute der Kern des Films, die Handlung kann dagegen fast als irrelevant bezeichnet werden.
Ein weiterer wichtiger Aspekt ist die Weiterführung des Hardboiled-Genres, dem seine literarische Vorlage entstammt. Nick entspricht zwar in vielerlei Hinsicht den alten Klischees aus diesem Genre, durch seine familiäre Situation und seinen Hang zur Exzentrik wird dies ironisch gebrochen. Dadurch wird (wie in verminderter Form im Italo-Western für das Westerngenre) die Formelhaftigkeit der Hardboiled-Tradition deutlich, ohne dass die alten Leitbilder verschwinden. Die Typenhaftigkeit, die viele dieser Filme auszeichnet, weicht einer individuellen Charakterisierung, die einen wichtigen Aspekt modernen Kinos vorzeichnet.
The Thin Man war Hammetts fünfter und letzter Roman. Danach schrieb er nur noch Auftragsarbeiten wie das Drehbuch zu Dünner Mann, 2. Fall.

## Synchronisation
Die deutsche Synchronfassung entstand im Jahr 1969 im Auftrag des ZDF bei Beta-Technik, München. Das Dialogbuch verfasste Ursula Zell, für die Synchronregie war Wolfgang Schick verantwortlich.
| Rolle                     | Darsteller         | Sprecher               |
| ------------------------- | ------------------ | ---------------------- |
| Nick Charles              | William Powell     | Friedrich Schoenfelder |
| Nora Charles              | Myrna Loy          | Rosemarie Fendel       |
| Dorothy Wynant            | Maureen O’Sullivan | Lis Verhoeven          |
| Inspector John Guild      | Nat Pendleton      | Jürgen Scheller        |
| Mimi Wynant Jorgenson     | Minna Gombell      | Sigrid Lagemann        |
| Herbert MacCauley         | Porter Hall        | Manfred Schott         |
| Tommy, Dorothys Verlobter | Henry Wadsworth    | Claus Wilcke           |
| Julia Wolf                | Natalie Moorhead   | Elisabeth Ried         |
| Gilbert Wynant            | William Henry      | Gig Malzacher          |
| Arthur Nunheim            | Harold Huber       | Kurt E. Ludwig         |
| Christian Jorgenson       | Cesar Romero       | Hannes Gromball        |
| Clyde Wynant              | Edward Ellis       | Ernst Kuhr             |
| Joe Morelli               | Edward Brophy      | Benno Hoffmann         |
| Buchhalter Tanner         | Cyril Thornton     | Thomas Reiner          |

## Kritik
Der dünne Mann wurde sowohl von zeitgenössischen als auch heutigen Kritikern gelobt und gilt als Klassiker. Bei Rotten Tomatoes hält der Film, basierend auf 48 Kritiken, eine positive Wertung von 98 %. Bei Metacritic hält er 86 von 100 Punkten.
Der film-dienst bezeichnete den Film als „eine intelligente Kombination aus erfrischend-frivoler Salon-Komödie und spannend-temporeichem Kriminalfilm, hervorragend gespielt, angereichert mit beschwingt-amüsanten Dialogen“. Eine gute Meinung von dem Streifen hat auch der Evangelische Film-Beobachter: „Kriminalkomödie aus dem Jahr 1934, die vorzügliche, spannende Unterhaltung liefert.“

## Auszeichnungen
Der Film erhielt 1935 vier Oscar-Nominierungen, und zwar in den Kategorien Bester Film, Beste Regie, Bester Hauptdarsteller und Bestes adaptiertes Drehbuch, konnte jedoch keinen Preis gewinnen.
1997 wurde er ins National Film Registry aufgenommen.

## Fortsetzungen
Von 1936 bis 1947 wurden insgesamt fünf Fortsetzungen mit derselben Besetzung der Hauptfiguren gedreht, welche die Klasse und den Charme des Originalfilms zumindest teilweise reproduzierten:
- Dünner Mann, 2. Fall (After the Thin Man, Alternativtitel: Nach dem dünnen Mann, 1936)
- Dünner Mann, 3. Fall (Another Thin Man, Alternativtitel: Noch ein dünner Mann, 1939)
- Der Schatten des dünnen Mannes (Shadow of the Thin Man, 1941)
- Der dünne Mann kehrt heim (The Thin Man Goes Home, 1944)
- Das Lied vom dünnen Mann (Song of the Thin Man, 1947)

Mit dem „dünnen Mann“ war im ersten Film der Reihe ursprünglich der ermordete Wissenschaftler Clyde Wynant gemeint. Erst später wurde die Bezeichnung auf den Detektiv Nick Charles übertragen und so zum Erkennungsmerkmal der ganzen Filmreihe.
Als Hommage an Der dünne Mann ist das Auftauchen des Detektiv-Ehepaares Dick und Dora Charleston in der Krimiparodie Eine Leiche zum Dessert zu nennen.